# Son Chae-young
Son Chaeyoung (hangul: 손채영; Seul, 23 de abril de 1999), conhecida apenas como Chaeyoung (hangul: 채영), é uma cantora, rapper, compositora, produtora e dançarina sul-coreana. Ela é mais conhecida por ser integrante do grupo feminino sul-coreano Twice.

## Biografia
Chaeyoung nasceu em Seul, Coreia do Sul, no dia 23 de abril de 1999. Chaeyoung se interessou por artes performáticas bem cedo e começou como modelo para uma revista de crianças. Antes de se juntar à JYP Entertainment ela havia decidido que queria se tornar cantora e frequentou aulas de dança por mais de um ano.

## Carreira

### Pré-debut
Chaeyoung tinha 14 anos quando participou de sua primeira audição da JYP Entertainment e se juntou à empresa após passar por dois rounds de audições. Ela começou como cantora mas passou a treinar como rapper pouco depois de começar seu treinamento. Antes de estrear com o Twice, ela apareceu em vídeos musicais do Got7 e de Miss A.

### 2015:Sixteene Twice
Em 11 de fevereiro de 2015, J.Y. Park anunciou que a formação do novo grupo feminino da empresa seria escolhido através do reality show da Mnet, Sixteen. O programa se encerrou em 5 de maio, quando Chaeyoung foi anunciada como uma das nove vencedoras do programa. O grupo estreou em 20 de outubro de 2015 com o lançamento do extended play The Story Begins, em conjunto do single "Like Ooh-Ahh". O grupo realizou uma apresentação ao vivo no mesmo dia, onde eles apresentaram todas as canções do EP. O videoclipe da canção atingiu 50 milhões de visualizações no YouTube nos cinco meses seguintes à sua estreia e tornou-se um dos videoclipes de estreia mais vistos de qualquer grupo de K-pop.
Além de ela cantar para o grupo, Chaeyoung é conhecida como uma das rappers do Twice, ao lado de Dahyun e Momo. Chaeyoung se tornou o primeiro membro a receber créditos por escrita quando ela escreveu o verso do rap dsa versão do Twice da canção de J.Y. Park, Precious Love, como parte de seu lançamento de 2016, Page Two. Desde então, Chaeyoung tem contribuído com as letras de várias canções do Twice. No segundo álbum de estúdio japonês do Twice &Twice, Chaeyoung participou da composição da faixa "How U Doin'" ao lado de Frants, sendo a primeira membro a fazer isso. Ela também desenhou a capa da edição limitada do álbum Page Two do grupo e também desenhou três pares diferentes de tênis da SPRIS.

## Vida pessoal
Chaeyoung frequentou a Hanlim Multi Art School junto de outro membro do Twice, Tzuyu, e se formou em 2019. Em 2020, o número do telefone pessoal da Chaeyoung vazou nas redes sociais; a JYP Entertainment divulgou um comunicado sobre o incidente e Chaeyoung respondeu diretamente na página de de Instagram do Twice. Chaeyoung, do TWICE, é um dos poucos ídolos do K-Pop a revelar abertamente suas tatuagens ao público. Infelizmente, ela raramente os exibe por causa de como geralmente desaprova a sociedade coreana sobre eles. Ela ainda tem que cobri-los com fita adesiva às vezes quando se apresenta no palco.

### Namoro
No dia 3 de abril de 2024, o portal SWAY, mesmo veículo que havia divulgado um suposto namoro de outra integrante do Twice, alegou que Chaeyoung estaria namorando o cantor Zion.T há 6 meses. 
De acordo com o portal os dois se conheceram por meio de um amigo em comum, começando o relacionamento apenas como amizade, antes de evoluir para algo sério. Fontes do portal também afirmaram que eles não tentavam esconder o romance, já que todos seus conhecidos sabiam sobre o namoro, e que o casal tinha o costume de realizar diversos encontros públicos em locais como Hannam-dong e Yeonhui-dong.
No dia 5 de abril de 2024, a JYP Entertainment confirmou o namoro dos dois.

## Discografia

### Álbuns de estúdio
| Título             | Detalhes do álbum |
| ------------------ | --- |
| Lil Fantasy vol. 1 | - Lançamento: 12 de setembro de 2025 - Formatos: CD, download digital, streaming - Gravadora: JYP Entertainment, Republic Records |

### Singles
| Título                                      | Ano  | Melhores posições nas paradas | Melhores posições nas paradas | Melhores posições nas paradas | Melhores posições nas paradas | Melhores posições nas paradas | Álbum              |
| Título                                      | Ano  | KOR                           | AUS                           | US                            | UK                            | WW                            | Álbum              |
| ------------------------------------------- | ---- | ----------------------------- | ----------------------------- | ----------------------------- | ----------------------------- | ----------------------------- | ------------------ |
| "Takedown" (com Jeongyeon e Jihyo do TWICE) | 2025 | 38                            | 41                            | 66                            | 47                            | 45                            | Kpop Demon Hunters |

### Colaborações
| Ano  | Música                     | Álbum                              | Artista(s)                                            |
| ---- | -------------------------- | ---------------------------------- | ----------------------------------------------------- |
| 2015 | Daring Woman               | Two Yoo Project – Sugar Man Pt. 11 | Nayeon, Jihyo e Tzuyu                                 |
| 2020 | I'll Show You              | All Out                            | Nayeon, Sana, Jihyo, Annika Wells e Bekuh Boom (K/DA) |
| 2023 | Pop Star (Chaeyoung Remix) | Sexy (Deluxe Edition)              | Coco & Clair Clair                                    |

### Créditos de composição
Todos os créditos das canções são adaptados do banco de dados da Korea Music Copyright Association, salvo indicação em contrário.
| Ano  | Artista                       | Canção                       | Álbum                              | Letrista  | Letrista                                 | Compositor | Compositor                                              |
| Ano  | Artista                       | Canção                       | Álbum                              | Creditada | Com                                      | Creditada  | Com                                                     |
| ---- | ----------------------------- | ---------------------------- | ---------------------------------- | --------- | ---------------------------------------- | ---------- | ------------------------------------------------------- |
| 2016 | Twice                         | "Precious Love"              | Page Two                           | Yes       | —                                        | Não        | N/A                                                     |
| 2017 | Twice                         | "Eye Eye Eyes"               | Signal                             | Yes       | Jihyo                                    | Não        | N/A                                                     |
| 2017 | Twice                         | "Don't Give Up"              | twicetagram                        | Yes       | —                                        | Não        | N/A                                                     |
| 2017 | Twice                         | "Missing You"                | twicetagram                        | Yes       | Dahyun                                   | Não        | N/A                                                     |
| 2018 | Twice                         | "Sweet Talker"               | What Is Love?                      | Yes       | Jeongyeon                                | Não        | N/A                                                     |
| 2018 | Twice                         | "Young & Wild"               | Yes or Yes                         | Yes       | —                                        | Não        | N/A                                                     |
| 2019 | Twice                         | "Strawberry"                 | Fancy You                          | Yes       | —                                        | Não        | N/A                                                     |
| 2019 | Twice                         | "21:29"                      | Feel Special                       | Yes       | Integrantes do Twice                     | Não        | N/A                                                     |
| 2019 | Twice                         | "How U Doin"                 | &Twice                             | Yes       | —                                        | Yes        | Frants                                                  |
| 2020 | Twice                         | "Sweet Summer Day"           | More & More                        | Yes       | Jeongyeon                                | Não        | N/A                                                     |
| 2020 | Twice                         | "Handle It"                  | Eyes Wide Open                     | Yes       | —                                        | Não        | N/A                                                     |
| 2021 | Twice                         | "The Feels KR ver."          | Formula of Love O+T=<3 (CD apenas) | Yes       | —                                        | Não        | N/A                                                     |
| 2022 | Twice                         | "Celebrate"                  | Celebrate                          | Yes       | Integrantes do Twice J.Y. Park, Co-sho   | Não        | N/A                                                     |
| 2022 | Twice                         | "Basics"                     | Between 1&2                        | Yes       | —                                        | Não        | N/A                                                     |
| 2023 | Coco & Clair Clair, Chaeyoung | "Pop Star (Chaeyoung Remix)" | Adicionado à nenhum álbum          | Yes       | Toothill Claire Marie, Naver Taylor Rose | Yes        | Toothill Claire Marie, Naver Taylor Rose, Aartsen Raven |
| 2023 | Chaeyoung                     | "My Guitar"                  | Adicionado à nenhum álbum          | Yes       | —                                        | Yes        | —                                                       |
| 2024 | Twice                         | "Rush"                       | With YOU-th                        | Yes       | —                                        | Não        | N/A                                                     |

## Filmografia

### Filmes
| Ano  | Título    | Personagem | Nota(s)                     |
| ---- | --------- | ---------- | --------------------------- |
| 2017 | Twiceland | Ela mesma  | Filme documentário do Twice |

### Programas de televisão
| Ano  | Título  | Canal | Função      | Nota(s)                                       |
| ---- | ------- | ----- | ----------- | --------------------------------------------- |
| 2015 | Sixteen | Mnet  | Concorrente | Programa de sobrevivência para formar o Twice |

## Videografia

### Aparições em videoclipes
| Música                         | Ano  | Artista  |
| ------------------------------ | ---- | -------- |
| "Stop Stop It"                 | 2014 | GOT7     |
| "다른 남자 말고 너 (Only You)" | 2015 | Miss A   |
| "Fire"                         | 2016 | J.Y.Park |

### Covers
| Música                        | Ano  | Artista         |
| ----------------------------- | ---- | --------------- |
| "Alone"                       | 2016 | Cheeze          |
| "Switch with Me" (com Dahyun) | 2021 | J.Y.Park e Rain |
| "Off My Face"                 | 2021 | Justin Bieber   |
| "Weatherman"                  | 2023 | Eddie Benjamin  |